# Szerbcsernye
Szerbcsernye (korábban Szerb-Cernya és Németcsernye, szerbül Српска Црња / Srpska Crnja) falu Szerbiában, a Vajdaságban, a Közép-bánsági körzetben. Közigazgatásilag Magyarcsernye községhez tartozik.

## Fekvése
A Bánságban, a szerb-román határ mellett, Nagykikindától keletre, a romániai Zsombolya és a szerbiai Magyarcsernye közt fekszik. Közúti határátkelőhelye van Románia felé.

## Története
Németcsernye és Szerbcsernye összeépüléséből jött létre.

### Szerbcsernye
Szerbcsernye (Rácz-Czernya) Csekonics József tábornok birtoka volt.
Csekonics 1790-ben római katolikus vallású svábokat telepített Rácz-Czerna mellé Zsombolyáról. A német község kezdetben 55 házból állt.
1808-ban  Csekonics tábornok bővítette a helységet, mely ekkor már 200 házból állt, majd a római katolikus hívek részére 1808. szeptember 1-jén plébániát alapított és ekkor épült fel a római katolikus templom is.
1838-ban is Csekonics János volt a földesura és a Csekonics családé volt még a 20. század elején is.
1886-ban és 1904-ben nagy tűzvész pusztított a településen.

### Németcsernye
A trianoni békeszerződésig mindkét falu Torontál vármegye Zsombolyai járásához tartozott.

## Népesség

### Demográfiai változások
| 1948 | 1953 | 1961 | 1971 | 1981 | 1991 | 2002 | 2011 |
| ---- | ---- | ---- | ---- | ---- | ---- | ---- | ---- |
| 8820 | 7977 | 7376 | 6001 | 5467 | 5046 | 4383 | 3685 |

## Nevezetességek
- Római katolikus temploma - 1808-ban épült

## Galéria

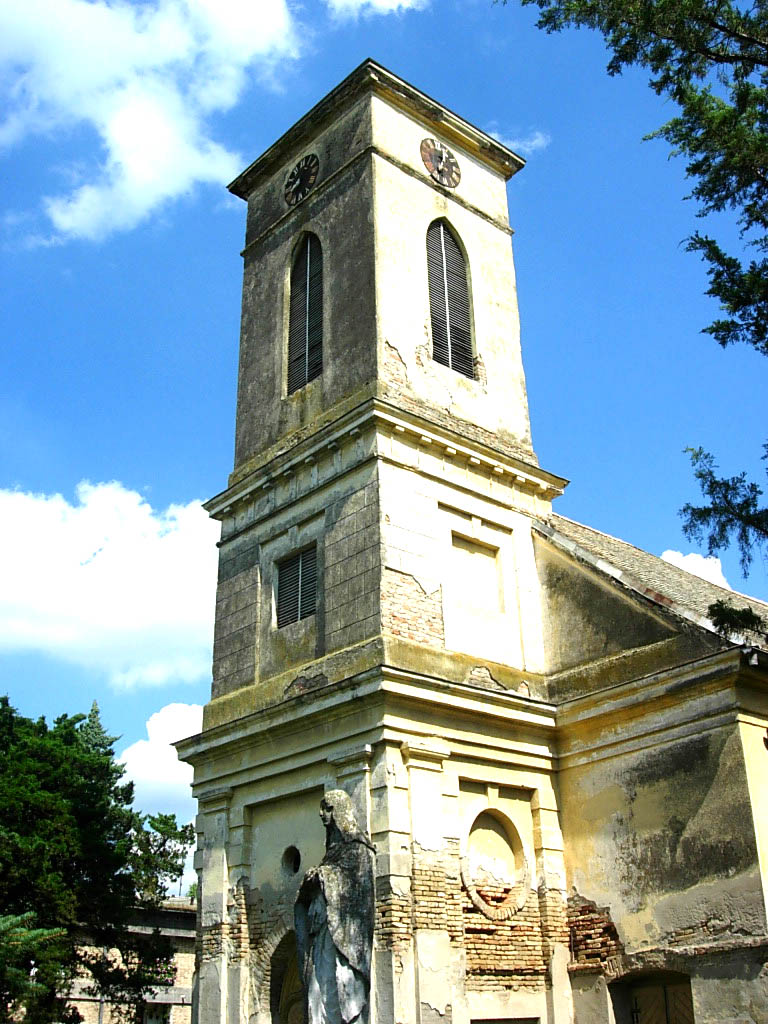
A római katolikus templom
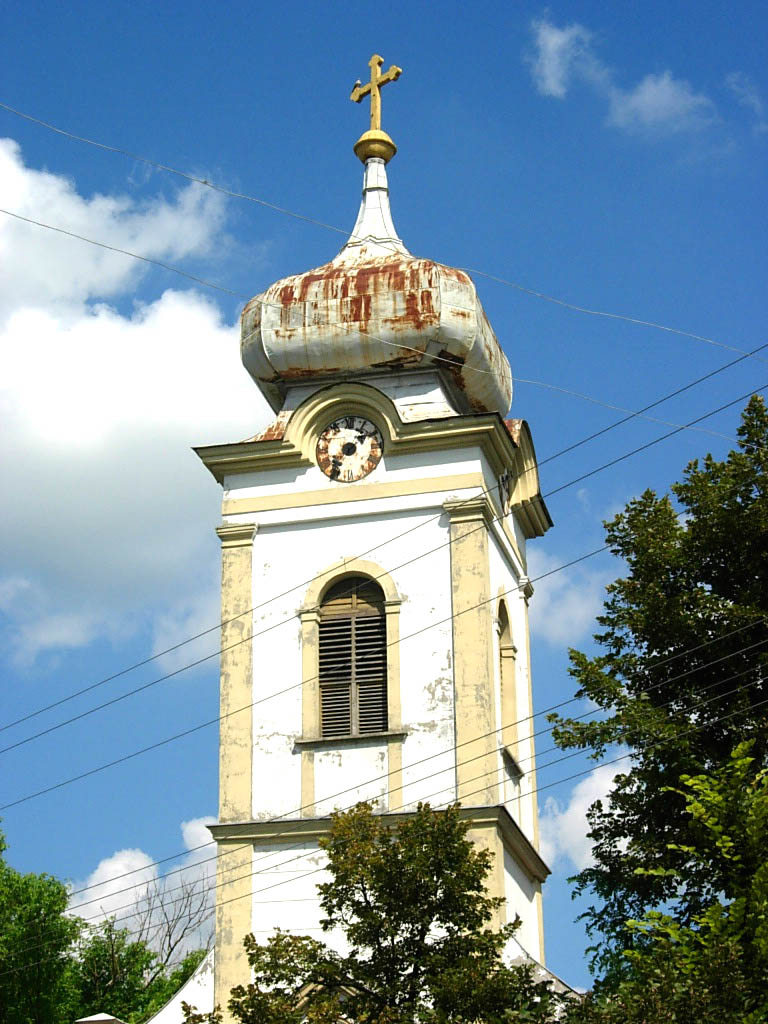
A görögkeleti templom
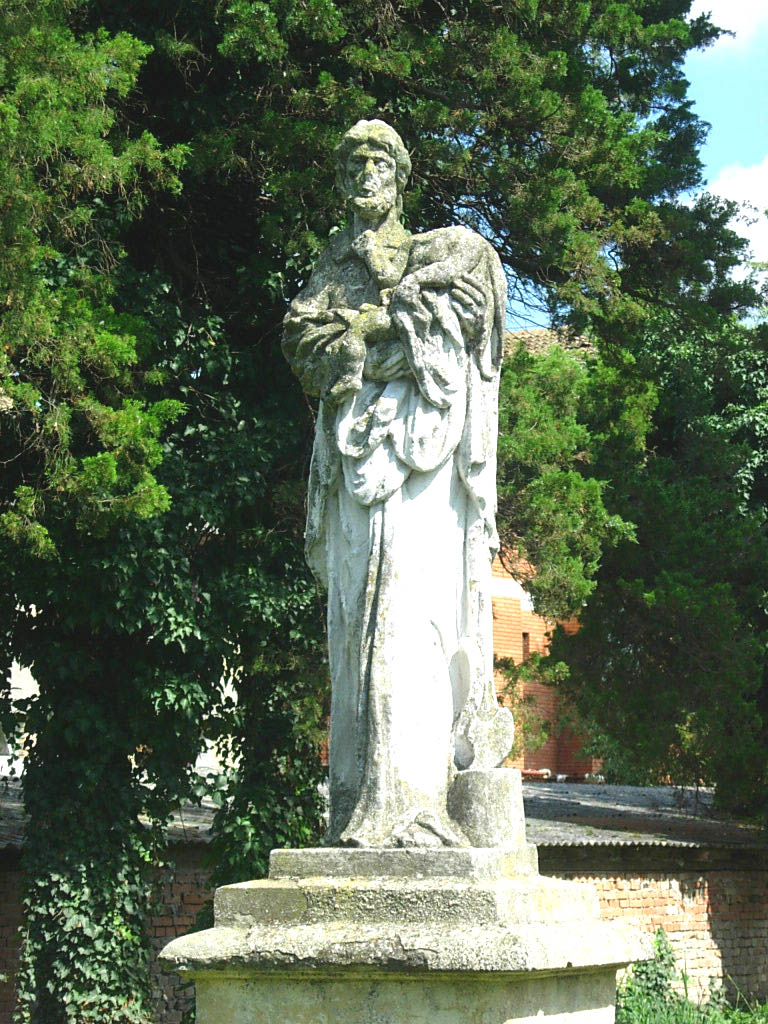
Szobor a katolikus templom udvarában
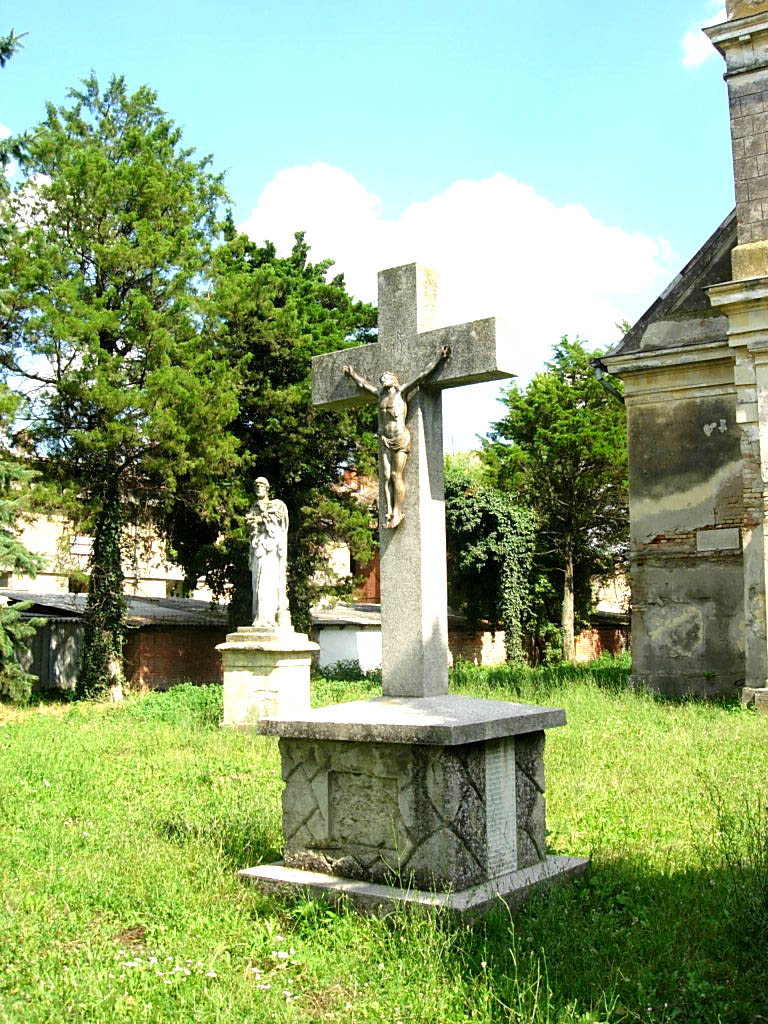
Kereszt a katolikus templom udvarában
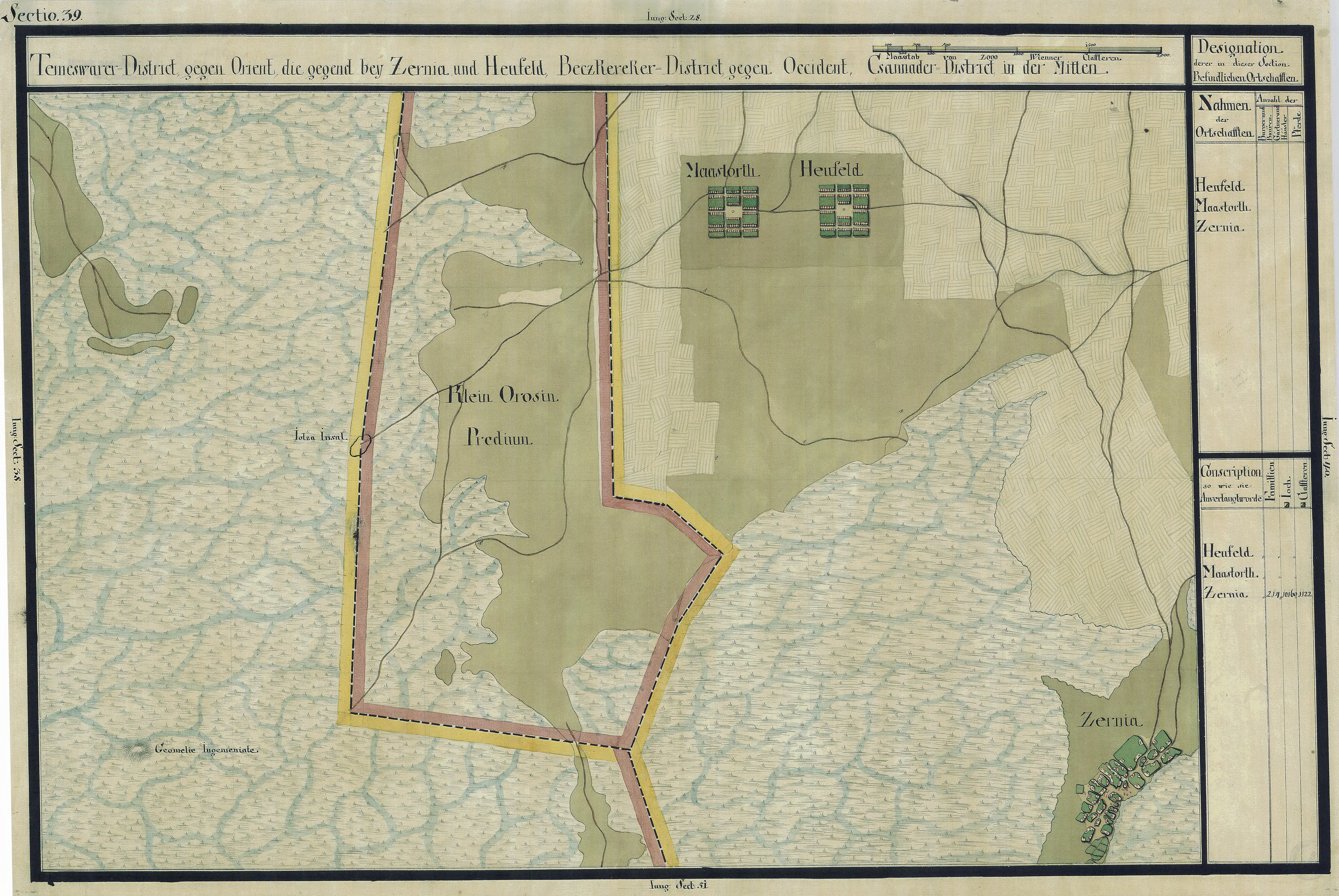
Németcsernye egy régi térképen